# Araneus penai
Araneus penai este o specie de păianjeni din genul Araneus, familia Araneidae, descrisă de Levi, 1991.
Este endemică în Ecuador. Conform Catalogue of Life specia Araneus penai nu are subspecii cunoscute.